# Aragua Fútbol Club
Arágua Fútbol Club é um clube venezuelano de futebol da cidade de Maracay.

## Títulos
- Campeonato Venezuelano de Futebol da 2ª Divisão: 2004/05